# Nino Migliori
Nino Migliori (Bologna, 29 settembre 1926) è un fotografo italiano.

## Biografia
Migliori nasce a Bologna nel 1926, città nella quale vive e lavora tuttora, e inizia a fotografare nel 1948. Nell’immediato dopoguerra si avvicina al circolo fotografico Bolognese e inaugura un’intensa attività che si svilupperà sempre su differenti paralleli canali di ricerca. Fin dall'inizio il suo operare è pregno di molteplici esplorazioni: sperimentazione, fotografia formalista, realista, muri cioè temi, soggetti, motivi, linee di ricerca che in parte continueranno a caratterizzare il suo lavoro sino ad oggi. Ad una produzione fotografica vicina alla straight photogaphy affianca infatti, già dal 1948, sperimentazioni come le "Ossidazioni", i "Pirogrammi", i “Clichés verres”, che ne fanno uno dei più interessanti autori post Bauhaus della fotografia mondiale. Le serie di sapore neorealista “Gente del sud”, “Gente dell’Emilia” e “Gente del Delta” raccontano l’Italia degli anni Cinquanta, mentre la serie di “Muri” e di manifesti strappati mostra versanti di contatto con la contemporanea ricerca pittorica di area informale.
Negli anni cinquanta insieme agli amici Tancredi, Emilio Vedova frequenta il salotto di Peggy Guggenheim a Venezia ed è a quegli incontri, come quelli a Bologna con autori come Vasco Bendini, Vittorio Mascalchi, Luciano Leonardi e altri, che trova sostegno e affinità culturale.
Nel 1977 il Centro studi e archivio della comunicazione di Parma gli dedica la prima grande antologica, curata dal suo fondatore, Arturo Carlo Quintavalle. È l’inizio di una collaborazione intensa che vedrà Nino Migliori presente per molti anni nel Comitato Scientifico del Centro, e attivo nella ricerca e nella segnalazione di archivi e autori per l’incremento delle raccolte dell’Università di Parma, nonché presente con la sua opera in un consistente numero di rassegne organizzate dal CSAC. Le opere conservate a Parma sono state donate dall’Autore con atti notarili nel 1985 e 1994. Dal 1978 è docente di Storia della Fotografia al Corso di Perfezionamento di Storia dell'Arte dell'Università di Parma. Il fondo oggi conservato nel Centro studi e archivio della comunicazione contiene 813 opere fotografiche realizzate con tecniche varie; nucleo di 517 chimografie su carta e 1 lastra realizzate durante il workshop tenuto da Nino Migliori all’Università di Parma (1979-1980). Tale fondo, pubblico e interamente consultabile, è composto da stampe fotografiche, monotipi, ossidazioni, pirogrammi e tecniche varie, oltre a stampe digitali tratte nel 2012-2013 da opere riferibili a tutto il percorso dell’artista. Alle opere di Migliori si aggiungono le chimigrafie realizzate in occasione del corso di fotografia sperimentale off-camera tenuto dall'artista all’Università di Parma nell’a.a. 1979-1980. Il fondo è stato implementato e aggiornato a più riprese, fino al 2013.
Sempre nello stesso anno entra a far parte de L'Opera dei Celebranti[2] (1978-1987) ideata dal critico Franco Solmi che così viene descritto da Marilena Pasquali co-ideatrice del progetto: “ entusiasta sostenitore della necessità di esaltare la creatività artistica attraverso l'applicazione del bello a qualsiasi oggetto del quotidiano o del mito, del presente come dell'utopia”. Nel 1979 tiene un memorabile corso nell'ambito della manifestazione Venezia 79 La fotografia, sotto il patrocinio dell'Unesco e dell'International Center of Photography di NY, avente come programma le sperimentazioni off-camera. Nel 1982 Migliori dà vita ad Abrecal - Gruppo Ricerca Percezione Globale (1982-1991) che si riallaccia alla poetica futurista nel senso di rottura degli schemi precostituiti e di libertà di espressione, il nome è infatti l'inverso di Lacerba. È un gruppo aperto, ne possono far parte autori giovani e affermati senza gerarchie, nato per un confronto teorico e pratico e per offrire visibilità ai giovani, tanto che spesso in quegli anni Migliori fa transitare sul Gruppo mostre, incontri, pubblicazioni. Dagli anni settanta dirige workshops, ma dopo l'esperienza universitaria dal 1986 si dedica con frequenza alla didattica in scuole di vario ordine e grado e in istituzioni museali, tra i tanti a iniziare da Giocafoto (Suzzara[3], 1986) alla serie Luci e tracce (Cavezzo, 1996-2002), da Lagorai immaginato (Borgo Valsugana, 2004) al recentissimo laboratorio in fieri con i bimbi del Nido MAST (Bologna 2014 -2016). Nel 2017 vince il Premio Alinovi Daolio.
Nel 2016 l'artista decide di istituire la Fondazione Nino Migliori.

## Linee di ricerca
La sperimentazione sui materiali e sul linguaggio è il tratto fondamentale che caratterizza la produzione di Nino Migliori fin dal 1948. Declinata in Ossidazioni, Pirogrammi, Cellogrammi, Lucigrammi, Idrogrammi, tecniche inventate da la lui stesso, ma anche in Fotogrammi, Foro stenopeico, Cliché-verre mutuati dalla storia dell'arte. Contemporaneamente realizza foto realiste con una particolare idea di racconto in sequenza. Negli anni Sessanta Migliori prosegue la riflessione sul linguaggio della fotografia e inizia la stagione dei lavori concettuali da Antimemoria (1968) a Il tempo dilatato (1974) da In immagin abile (1975) a Segnificazione (1978). Negli anni Ottanta è la polaroid che viene indagata e Migliori realizza una molteplice ricerca innovativa sul mezzo e produce serie di manipolazioni che articola in Polapressures e Polaori, altre tecniche da lui ideate. Negli anni Novanta si avvicina al mezzo digitale scansionando le sinopie polaroid che per mezzo di elaborazioni si trasformano in Trasfigurazioni. Dagli anni Duemila realizza numerose installazioni da Così in cielo (2000-2003) a Orantes (2011-2012), da Checked-one year under control (2002) a Il tempo rallentato-in vitro (2013), da Marmografie (2004) a Gocce e bollicine (2014) mentre Scattate e abbandonate (2013) è un'imponente installazione costituita da centinaia e centinaia di fotografie rifiutate e mai ritirate dai laboratori fotografici che Migliori dal 1978 ha raccolto per qualche anno. La progettualità, che sta alla base di ogni suo lavoro, e la necessità di praticare nuove strade per superare la ripetizione di uno stesso stilema, lo portano a realizzare serie di lavori che necessitano di strumenti costruiti ad hoc come il caleidoscopio per ritratti Dreamhair (2005), il bastone per una lettura dal basso di New York (2005), il dispositivo per un doppio scatto, anteriore e posteriore, Crossroaads (2006). Oppure realizza innovativi punti di luce come nella la serie “ a lume di candela “ iniziata nel 2006 con Terra incognita. Lo zooforo del Battistero di Parma e che prosegue con altri importanti monumenti o sculture come, ad esempio, il Compianto sul Cristo morto di Niccolò dell'Arca (2012), le Metope del Duomo di Modena (2015). È in Mostra a Napoli nella Cappella Palatina del Maschio Angioino con la mostra “Lumen | Cristo velato” dedicata al capolavoro settecentesco di Giuseppe Sanmartino.

## Mostre
- 1954 VI e Salon International d'Art Photographique, Bordeaux.
- 1956 Photokina – Internationale Photo und Kino Ausstellung, Koln.
- 1960 Rassegna della Fotografia Italiana, Tokio.
- 1961 Photoeurop 61, 3me Grande Exposition Europeenne de Photografie, Versailles.
- 1975 Trois photographes italiens – Nino Migliori, Fnac Etoile, Paris.
- 1975 Grafica grafica I : I, Calcografia Nazionale, Roma.
- 1977 Nino Migliori, Palazzo della Pilotta, CSAC, Università di Parma.
- 1978 Nino Migliori, Musée Réattu, Arles.
- 1979 Venezia '79. La fotografia, Magazzini del Sale, La Biennale di Venezia.
- 1981 Linee della ricerca artistica in Italia 1960-1980, Palazzo delle Esposizioni, Roma.
- 1983 Fotogramme, Fotokunst Museum im Munchner Staad Museum, Munchen.
- 1985 The European Iceberg, The Art Gallery of Ontario, Toronto.
- 1989 L'insistenza dello sguardo, Palazzo Fortuny, Venezia.
- 1990 Photogramme und die Kunst, Kunsthaus, Zurich.
- 1993 Muri di carta, Padiglione Italia, XLV Biennale, Venezia.
- 1994 The Italian Metamorphosis 1943-1968 Solomon R. Guggenheim Museum, New York.
- 1995 L' io e il suo doppio. Un secolo di ritratto fotografico in Italia, XLVI Biennale Venezia.
- 1995 Europa de postguerra 1945-1965, Sala Catalunya, "La Caixa", Barcelona.
- 1997 Fotografia italiana per una collezione, Fondazione italiana per la fotografia, Torino.
- 1999 El neorrealismo en la fotografia italiana, Centro Cultural del Conde Duque, Madrid.
- 1999 Instant, Palazzo Ducale, Galleria d'Arte Contemporanea, Pavullo.
- 2000 Sport Illustrated, Jane Corkin Gallery, Toronto.
- 2001 Neorealismo – Scenes of life in post-war Italy, Keith de Lellis Gallery, New York.
- 2002 Nino Migliori. Materie e memorie nelle scritture fotografiche, GAM, Torino.
- 2003 Nino Migliori. Pop up, Museo Ken Damy di Fotografia Contemporanea, Brescia.
- 2003 Gli Anni della Dolce Vita, Museo dell'Automobile, Torino.
- 2004 Muri, Rocca Sforzesca, Dozza.
- 2004 Disegnare il marmo, Palazzo Binelli, Carrara.
- 2005 Anni Cinquanta - la nascita della creatività italiana, Palazzo Reale, Milano.
- 2005 Signs, Keith de Lellis Gallery, New York.
- 2006 Frutta e Verdura, InCamera Photo Gallery, Pietrasanta.
- 2006 Mirades paralleles, MNAC, Barcelona.
- 2007 Fotografia Italiana 1930-1970, Manege, Moscow.
- 2007 Neorealismo. Die neue Fotografie in Italien,1932-1960, Fotomuseum, Winterthur.
- 2008 Terra incognita, Fondazione Magnani-Rocca, Mamiano Traversetolo[4].
- 2008 United Artists of Italy, Musée d'Art Moderne, Saint-Etienne Métropole.
- 2008 Paesaggi Infedeli, Accademia di Belle Arti Bologna.
- 2009 Crossroads – Via Emilia, Istituto Italiano di Cultura, Copenaghen.
- 2009 Fotografia astratta dalle avanguardie al digitale, Museo, Villa Ghirlanda, Cinisello Balsamo.
- 2009 Nature inconsapevoli, Villa Seghetti Panichi, Castel di Lama.
- 2010 Peggy in Venice photographed by Nino Migliori, Peggy Guggenheim Collection, Venezia.
- 2010 Contemporary energy. Italian attitudes “ Utopia”, SUPEC, Shanghai.
- 2010 Nino Migliori. Il passato è un mosaico da incontrare, Complesso del Vittoriano, Salone Centrale, Roma.
- 2011 Fotografia Europea 011 - Verde bianco rosso, Chiostri di S. Pietro, Reggio Emilia.
- 2011 Images from Italy, Nordiska Museet, Stockholm.
- 2011 Nino Migliori. Protagonista del neorealismo, Palacio Molina, Cartagena.
- 2012 I Mille scatti per una storia d'Italia, Palazzo del Governatore, Parma.
- 2012 La velocidad en un istante. Sala Municipal de Exposiciones de San Benito, Valladolid.
- 2012 La materia dei sogni, Fondazione Forma per la Fotografia, Milano[5].
- 2013 Nino Migliori a Palazzo Fava. Antologica, Genus Bononiae-Palazzo Fava, Bologna.
- 2013 The Artist's Palette: Primary Colors on Paper, Museum of Fine Arts, Houston.
- 2013 Next stop: Italy, Phillips Collection, Washington D.C.
- 2014 La Matiere des Songes, Photo Med, Byblos Bank, Beirut.
- 2014 Il paesaggio italiano. Fotografie 1950-2010, Museo di Roma in Trastevere, Roma.
- 2014 Bottiglie d'artista, Palazzo Michelerio, Asti.
- 2015 Arts & Foods, Palazzo della Triennale, Milano.
- 2015 Incanto e illusione, Photographica Fineart Gallery.
- 2015 Italia inside out, Palazzo della Ragione, Milano.
- 2016 Lumen, Galleria Civica di Modena, Modena[6].
- 2016 Egosuperegoalterego, volto e corpo contemporaneo nell'arte, Macro, Roma.
- 2016 Bologna dopo Morandi 1945-2015, Genus Bononiae, Palazzo Fava, Bologna.
- 2017 Lumen - Il Compianto di Niccolò dell'Arca, Complesso di Santa Maria della Vita, Bologna